# Tommaso Pincio
Tommaso Pincio, pseudonimo di Marco Colapietro (Roma, 1º maggio 1963), è uno scrittore italiano.
Il suo pseudonimo va oltre la semplice italianizzazione del nome dello scrittore postmoderno Thomas Pynchon e rivela connessioni geografiche e sentimentali con il colle romano Pincio, oltreché con Tommaso apostolo.
Nel novembre del 2015 ha vinto il primo premio degli editori indipendenti SINBAD, della città di Bari,  con il romanzo Panorama, pubblicato da NN Editore.

## Biografia
Dopo aver frequentato l'Accademia delle Belle Arti e una breve esperienza come fumettista, abbandona la sua ambizione di diventare pittore e dirige fino al 2005 la galleria Gian Enzo Sperone. All'inizio degli anni '90 ha vissuto a New York lavorando come assistente del pittore Jonathan Lasker; è in questo periodo che comincia a dedicarsi con particolare cura alla scrittura.
Esordisce come romanziere nel 1996 con M.. Successivamente ha pubblicato Lo spazio sfinito (2000) e Un amore dell'altro mondo (2002), un libro che ha diviso la critica letteraria e con il quale l'autore ha acquistato una certa notorietà. Vi si narra la vita di Kurt Cobain, leader del gruppo rock Nirvana, attraverso lo sguardo di un suo amico immaginario. La ragazza che non era lei, pubblicato nel 2005, traccia un bilancio su ciò che è andato perduto e ciò che è rimasto dei sogni di amore e libertà degli anni Sessanta. È invece del 2006 Gli alieni, un'indagine su come l'ipotesi dell'esistenza di civiltà extraterrestri sia diventata uno dei grandi miti dell'era moderna.
Di più recente pubblicazione sono le opere Cinacittà. Memorie del mio delitto efferato (2008), romanzo ambientato in una Roma colonizzata dai cinesi e abbandonata dai romani a causa dell'eccessivo innalzamento della temperatura globale; Hotel a zero stelle (2011) saggio autobiografico di dialogo con alcuni grandi della letteratura; Pulp Roma (2012) incentrato sempre sulla città di Roma, il romanzo Panorama (2015) e la raccolta di saggi Scrissi d'arte (2015), accompagnati da una postfazione di Andrea Cortellessa.
Finalista per tre volte al Premio Bergamo (2006, 2016 e 2020), è l'unico autore con 7 titoli nel Canone esteso (oltre ai 2 nel Canone ristretto) del ventennio 2000-2019 stilato dai 600 addetti ai lavori convocati dalla rivista "L'Indiscreto", l'unico autore con due titoli nel Canone del nuovo millennio stilato dalla rivista "Crapula" e uno dei tre autori ad avere due titoli in quello stilato dai critici della rivista "La Balena Bianca".
Nel 2021 ha vinto il Premio Pavese per la Traduzione. Nel 2023 è stato selezionato nella cinquina finalista del Premio Campiello, per Diario di un'estate marziana (2022).
Dopo la pubblicazione nel 2023 di un saggio filosofico sulla fotografia, L’evento nell’epoca della sua riproducibilità tecnica, l'anno successivo viene rieditata una nuova versione aumentata del romanzo Panorama, innestandovi pagine inedite e l'intera raccolta poetica Acque chete, anch'essa già pubblicata come silloge singola nel 2014 e composta da un autore che è un ulteriore pseudonimo di Tommaso Pincio, ovvero Mario Esquilino, il quale ricorre come personaggio in Panorama stesso. La nuova edizione del quale, così aumentata, offre anche un elemento aggiuntivo con i disegni digitali di Eugenio Tibaldi. Il testo, nella sua forma originale, aveva ottenuto una lettura integrale radiofonica, a tutt'oggi ascoltabile, presso la trasmissione Ad alta voce su Rai RadioTre, per la voce di Galatea Ranzi.

## Opere

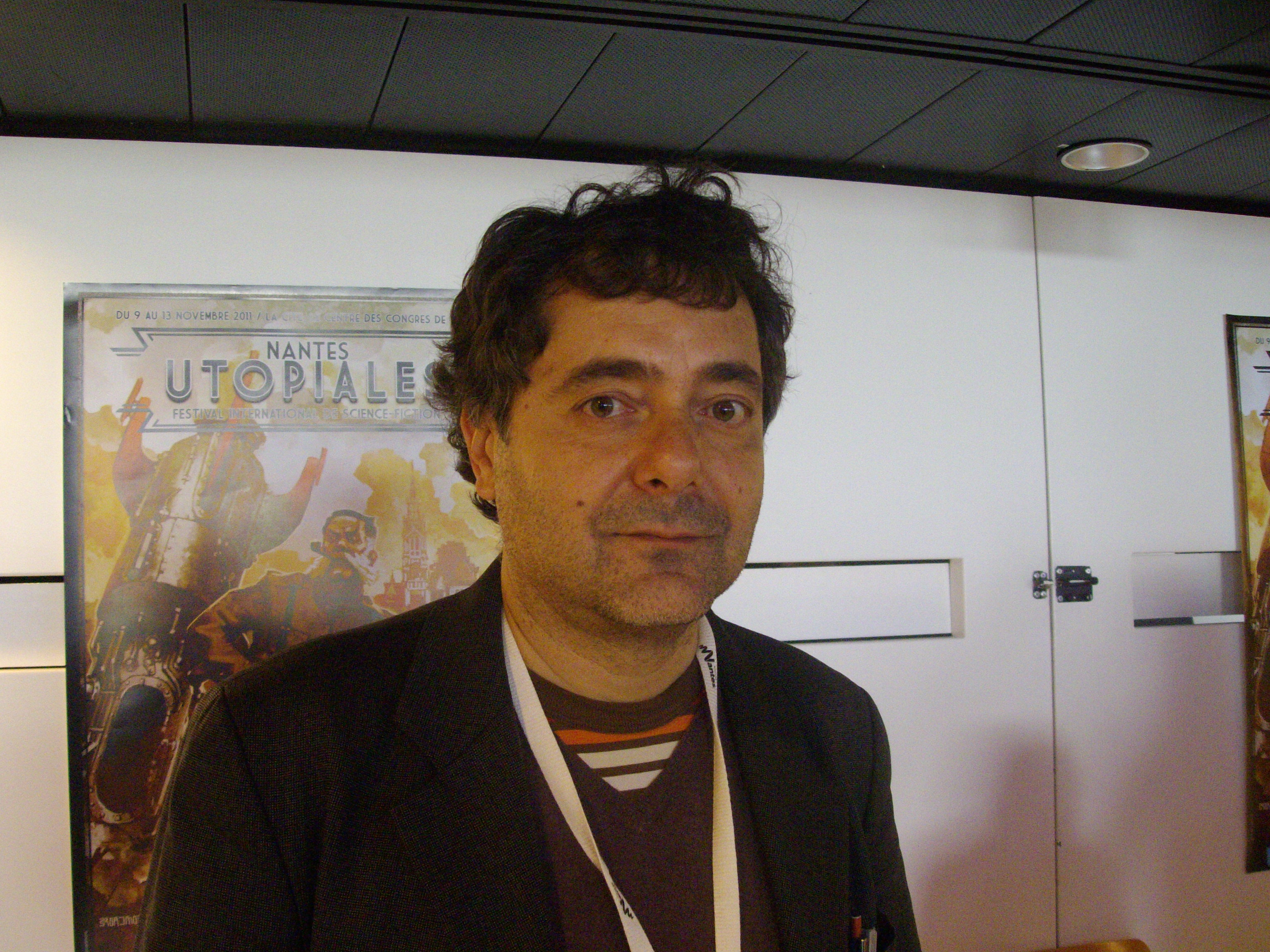
Pincio al festival di fantascienza Utopiales, Nantes, 2011

- 1996 - M., romanzo, Autori Messa, Roma, poi ripubblicato nel 1999 da Cronopio, Napoli[11], ISBN 978-8885414433
- 2000 - Lo spazio sfinito, romanzo, Fanucci, Roma, poi ripubblicato nel 2010 da Minimum fax, ISBN 978-8875212704
- 2002 - Un amore dell'altro mondo, romanzo, Einaudi, Torino, ripubblicato nel 2014, ISBN 978-8806162160
- 2005 - La ragazza che non era lei, romanzo, Einaudi, Torino, ISBN 978-8806176099
- 2006 - Gli alieni. Dove si racconta come e perché gli extraterrestri sono giunti fra noi, saggio, Fazi, Roma
- 2008 - Cinacittà. Memorie del mio delitto efferato, romanzo, Einaudi, Torino, ISBN 978-8806188634
- 2011 - Hotel a zero stelle. Inferni e paradisi di uno scrittore senza fissa dimora, Laterza, Bari, ISBN 978-8842095521
- 2012 - Pulp Roma, Il Saggiatore, Milano, ISBN 978-8842832317
- 2014 - Acque chete. Sillabario delle basilari possibilità di esistere. Nell'interpretazione di Tommaso Pincio e Eugenio Tibaldi, pubblicato con lo pseudonimo Mario Esquilino, Mirror, Ascoli Piceno
- 2015 - Panorama, Milano, NN Editore, ISBN 9788899253059[12]
- 2015 - Scrissi d'arte, L'orma editore, Roma, ISBN 978-88-980-3867-1
- 2018 - Il dono di saper vivere, Einaudi, Torino, ISBN 978-8806188627
- 2022 - Diario di un'estate marziana, Giulio Perrone Editore, Roma, ISBN 978-8860046932
- 2023 - L'evento nell'epoca della sua riproducibilità tecnica, il Mulino, Bologna, ISBN 978-88-15-38382-2
- 2024 - Panorama, versione modificata e aumentata, Sellerio, Palermo, ISBN 978-88-38-94709-4

### Traduzioni
- Steve Erickson, Arc d'X, Fanucci, 1999, ISBN 978-88-347-0676-3
- Douglas Cooper, Amnesia, Fanucci, 2000, ISBN 978-88-347-0775-3
- Sam Lipsyte, Venus Drive, tradotto con Anna Mioni, Roma, Minimum Fax, 2005, ISBN 978-88-752-1041-0
- Philip K. Dick, Mary e il gigante, a cura di Carlo Pagetti, Fanucci, 2008, ISBN 978-88-958-6003-9
- Howard Norman, Affinché ti ricordi di me, Sartorio, 2007, ISBN 978-88-600-9022-5
- John Wray, La lingua di Canaan, Fanucci, 2007, ISBN 978-88-347-1253-5
- Jack Kerouac, Il libro del risveglio, Mondadori, 2008
- Jason Buhrmester, La grande rapina dei Led Zeppelin, Fanucci, 2010
- Pete Dexter, Così si muore a God's Pocket, Einaudi, 2010, ISBN 978-88-061-7625-9
- Philip K. Dick, Redenzione immorale, a cura di Carlo Pagetti, Fanucci, 2011
- Francis Scott Fitzgerald, Il grande Gatsby, a cura di Sara Antonelli, Roma, Minimum Fax, 2011
- Philip K. Dick, La città sostituita, Roma, Fanucci 2011
- Lauren Groff, Arcadia, Codice edizioni, 2014, ISBN 978-88-757-8431-7
- John Cheever, Le lettere, Feltrinelli 2015, ISBN 978-88-075-3034-0
- Philip K. Dick, Ray Nelson, La conquista di Ganimede, Roma, Fanucci, 2014
- Joseph O'Neill, L'uomo di Dubai, Codice edizioni, 2015
- Oakley Hall, Warlock, SUR, 2016, ISBN 978-88-699-8038-1
- Lauren Groff, Fato e furia, Milano, Bompiani, 2016
- Wyl Menmuir, Al largo, Bompiani, 2017, ISBN 978-88-452-9371-9
- Bram Stoker, Dracula, De Agostini, 2017, ISBN 978-88-511-4447-0
- Lauren Groff, Florida, Bompiani, 2018, ISBN 978-88-452-9639-0
- Gwendoline Riley, Primo amore, Bompiani, 2018, ISBN 978-88-452-9479-2
- Claire-Louise Bennet, Stagno, Bompiani, 2019, ISBN 978-88-452-9888-2
- Charles Simmons, Acqua di mare, SUR, 2019, ISBN 978-88-699-8164-7
- Valeria Luiselli, Archivio dei bambini perduti, Bompiani, 2019, ISBN 978-88-837-3359-8
- Jessie Greengrass, Sight, Bompiani, 2019, ISBN 978-88-452-9594-2
- Henry David Thoreau, Una passeggiata d'inverno, La Nuova Frontiera, 2020, ISBN 978-88-837-3384-0
- John Updike, Armoniose bugie. Saggi 1959-2007, Collana BigSur, Milano, SUR, 2020, ISBN 978-88-699-8206-4
- George Orwell, Millenovecentottantaquattro, Collana La memoria, Palermo, Sellerio, 2021, ISBN 978-88-389-4149-8
- Ron Rash, Un piede in paradiso, La Nuova Frontiera, 2021, ISBN 978-88-837-3395-6
- William Lindsay Gresham, Nightmare Alley, Collana La memoria, Palermo, Sellerio, 2021, ISBN 978-8838941993
- Benjamin Myers, Blu come te, Bollati Boringhieri, 2022, ISBN 978-88-339-3607-9
- Lauren Groff, Matrix, Bompiani, 2022, ISBN 978-8830109124
- Newton Thornburg, Morire in California, SUR, 2022, ISBN 978-8869983214
- Ron Rash, La terra d'ombra, La Nuova Frontiera, 2022, ISBN 978-8883734199
- Scott Spencer, Un amore senza fine, Sellerio, 2023, ISBN 9788838945205
- Gwendoline Riley, I miei fantasmi, Bompiani, 2023, ISBN 978-8830109438
- Benjamin Myers. Giorni sempre più bui, Bollati Boringhieri, 2023. ISBN 978-8833936093
- William Gibson, Neuromante, Oscar Moderni Cult, Mondadori, 2023. ISBN 978-8804752233
- Claire-Louise Bennett, Cassa 19, Bompiani, 2023, ISBN 978-8830109148
- Scott Spencer, Un amore senza fine, Sellerio, 2023. ISBN 978-88-389-4520-5
- Ron Rash, Il custode, La Nuova Frontiera, 2024, ISBN 978-8883734618
- Oakley Hall, Bad Lands, SUR, 2024, ISBN 978-8869984099
- Paul Murray, Il giorno dell'ape, Einaudi, 2025, ISBN 978-8806263720
- Lauren Groff, Nel vasto mondo selvaggio, Bompiani, 2025, ISBN 978-8830107229